# Steubendenkmal (Potsdam)

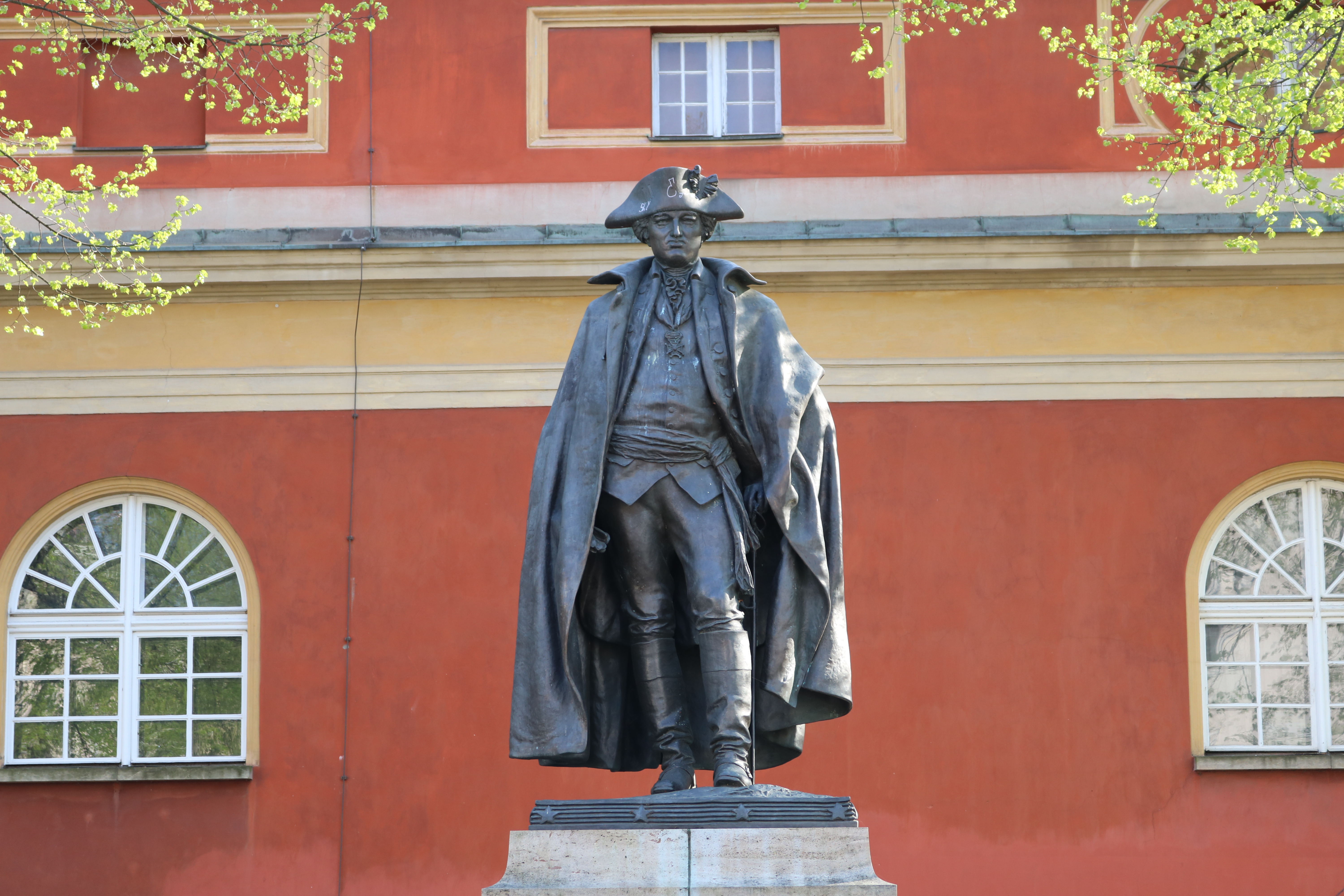
Steubendenkmal Potsdam

Das Steubendenkmal ist eine neuklassizistische Bronzeplastik des preußisch-amerikanischen Freiheitskämpfers Friedrich Wilhelm von Steuben (1730–1794) in Potsdam.

## Geschichte

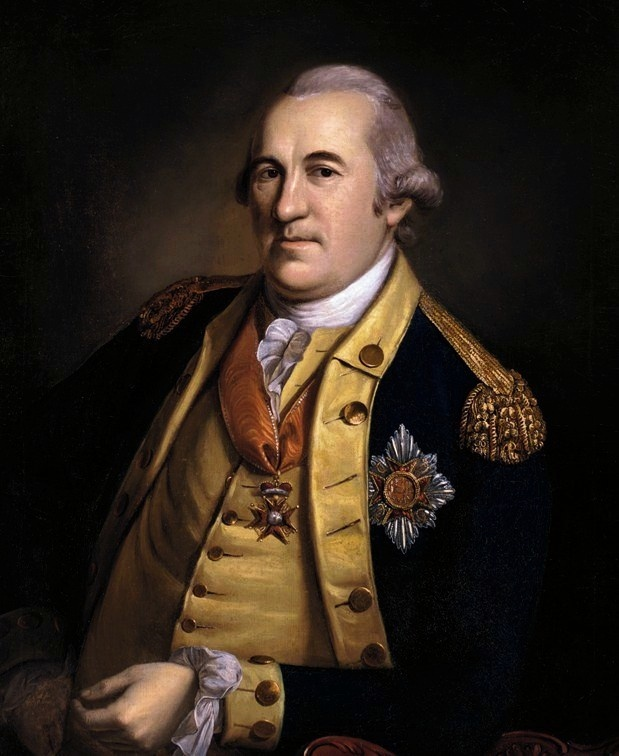
Baron Steuben

Als Zeichen der deutsch-amerikanischen Freundschaft schenkte der Kongress der Vereinigten Staaten dem Deutschen Reich 1911 einen Zweitguss der von Albert Jaegers geschaffenen Bronzestatue des Barons Steuben, der wesentlichen Anteil an der Reorganisation der Kontinentalarmee und am Sieg in der Schlacht bei Yorktown im Amerikanischen Unabhängigkeitskrieg 1781 hatte. Anlässlich der Enthüllung des Steubendenkmals 1911 wurde der Fiakerplatz in Steubenplatz umbenannt. Der Denkmalsockel trug die Inschrift: „Dem Deutschen Kaiser / und dem deutschen Volke / gewidmet vom Kongress / der Vereinigten Staaten / von Amerika als Wahrzeichen / ununterbrochener Freundschaft / Nachbildung des Denkmals für / General Friedrich Wilhelm / August von Steuben / geboren in Magdeburg 1730 / gestorben im Staate New York 1794 / errichtet in Washington / in dankbarer Anerkennung / seiner Verdienste im Freiheits- / kampfe des amerikanischen Volkes / MCMXI“.
Der Erstguss der Bronzestatue steht im Lafayette Park in der Nähe des Weißen Hauses in Washington. Das Deutsche Reich schenkte den Vereinigten Staaten im Gegenzug eine von Joseph Uphues geschaffene Bronzestatue Friedrichs des Großen, die heute den Paradeplatz des United States Army War College in Carlisle, Pennsylvania schmückt. Dabei handelt es sich – wie beim Friedrichdenkmal auf der Potsdamer Plantage – um eine Bronzekopie des Marmororiginals an der Berliner Siegesallee. Das Steubendenkmal wurde 1945 während des Zweiten Weltkriegs beschädigt und 1950 zusammen mit den Standbildern dreier preußischer Könige (Friedrich der Große auf der Plantage, Soldatenkönig im Lustgarten, Friedrich Wilhelm III. auf dem Wilhelmplatz), während der SED-Diktatur, zerstört.
Anlässlich der 750-Jahr-Feier Berlins wurde 1987 ein erneuter Abguss des Washingtoner Steubendenkmals vor dem US-Hauptquartier an der Clayallee/Ecke Hüttenweg in Dahlem aufgestellt. Von diesem wurde 1994, nachdem Deutschland wiedervereinigt war, seinerseits ein Bronzeabguss mit der Originalinschrift erstellt und zum 200. Todestag des Generals, unter Teilnahme von Vertretern der US-Regierung, rund 100 Meter westlich des alten Standortes, in der Schloßstraße/Ecke Am Neuen Markt aufgestellt. Erst nach Abschluss der Baumaßnahmen zum Potsdamer Leitbautenkonzept im Umfeld des Alten Marktes kann es aber an seinen angestammten Platz versetzt werden, worüber 2025 in der Stadtverordnetenversammlung entschieden werden soll. Eine weitere Nachbildung befindet sich seit 1996 an der Harnackstraße/Ecke Planckstraße in Magdeburg. Beide Repliken wurden durch die Kunstgießerei Lauchhammer angefertigt, die auch im Besitz der Negativform ist.
2016 hatte die Stadtverordnetenversammlung beschlossen, das Steubendenkmal auf dem Steubenplatz wiederaufzustellen, sobald die Bauarbeiten am sogenannten Block III der Potsdamer Mitte beendet seien, was Anfang 2025 der Fall war. Doch stattdessen stellte Oberbürgermeister Mike Schubert (SPD) die Wiederaufstellung nun zunächst in Frage, was bis auf Bundesebene für Kritik sorgte. Unter anderem forderten Ex-Oberbürgermeister Jann Jakobs, Ministerpräsident Dietmar Woidke und Ex-Bundesaußenminister Sigmar Gabriel (alle SPD), das Steubendenkmal auf dem Steubenplatz wiederaufzustellen. Auch Henning-Hubertus von Steuben, der Vorsitzende des Steubenschen Familienverbands und ein Nachfahre des amerikanischen Freiheitskämpfers, verlangte die Wiederaufstellung des Steubendenkmals auf dem Steubenplatz. Außerdem demonstrierten mehr als 150 Potsdamer Bürgerinnen und Bürger vor Ort unter dem Motto „Steuben auf den Steubenplatz!“. Schließlich erklärte sich Oberbürgermeister Schubert doch dazu bereit, das Denkmal am historisch richtigen Ort wiederaufstellen zu lassen.

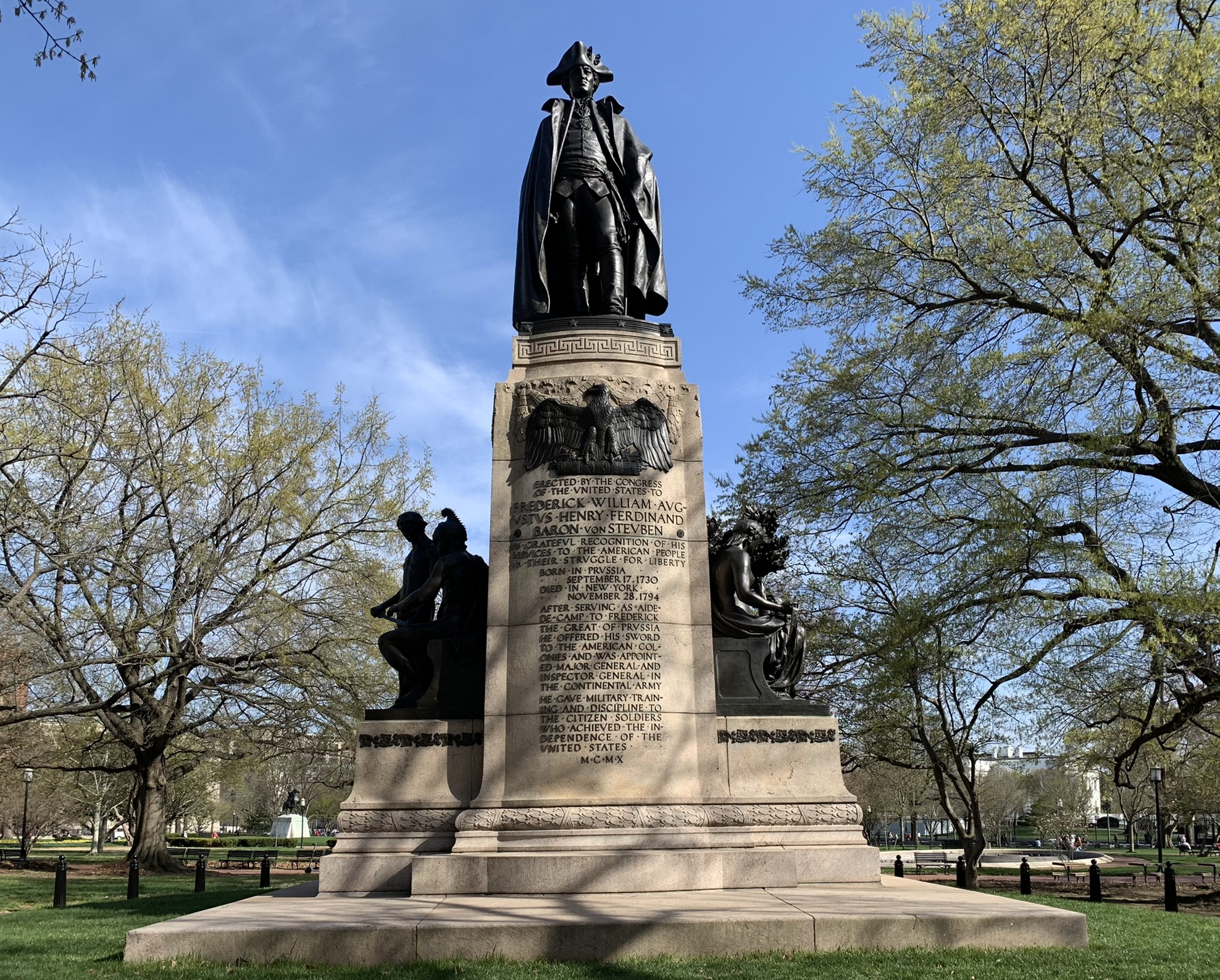
Steubendenkmal Washington
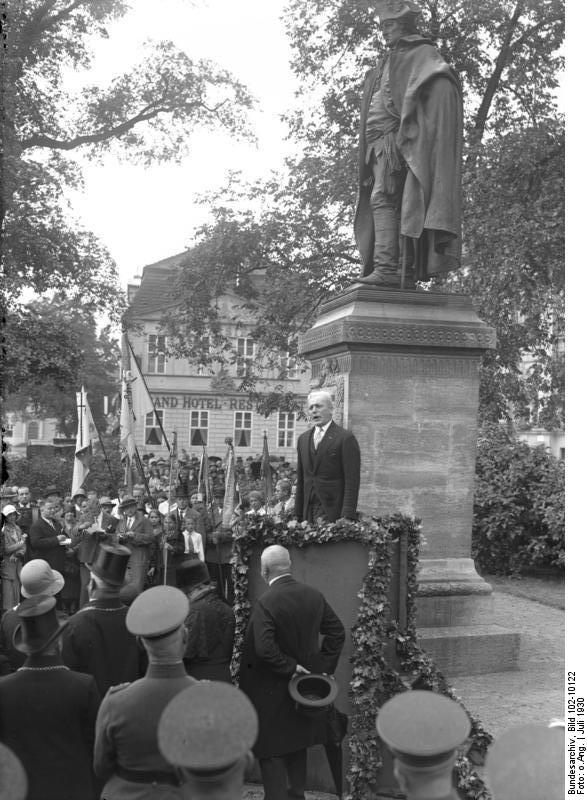
Steubendenkmal Potsdam, 1930
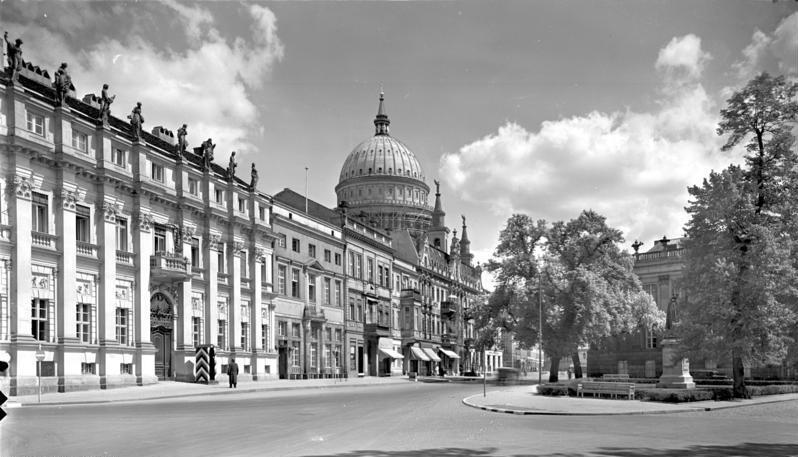
Steubenplatz Potsdam, 1930